# Borovice dlouholistá

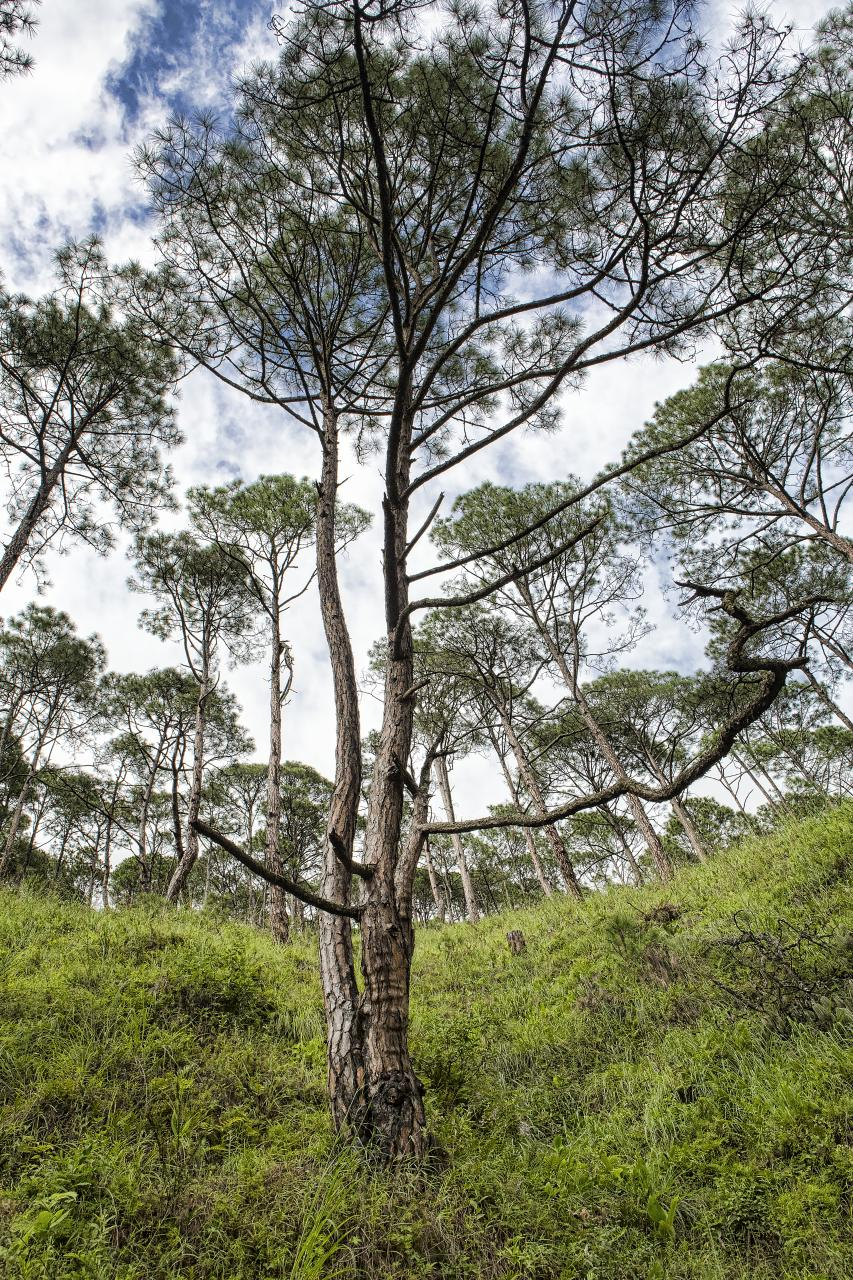
Vícekmenný jedinec

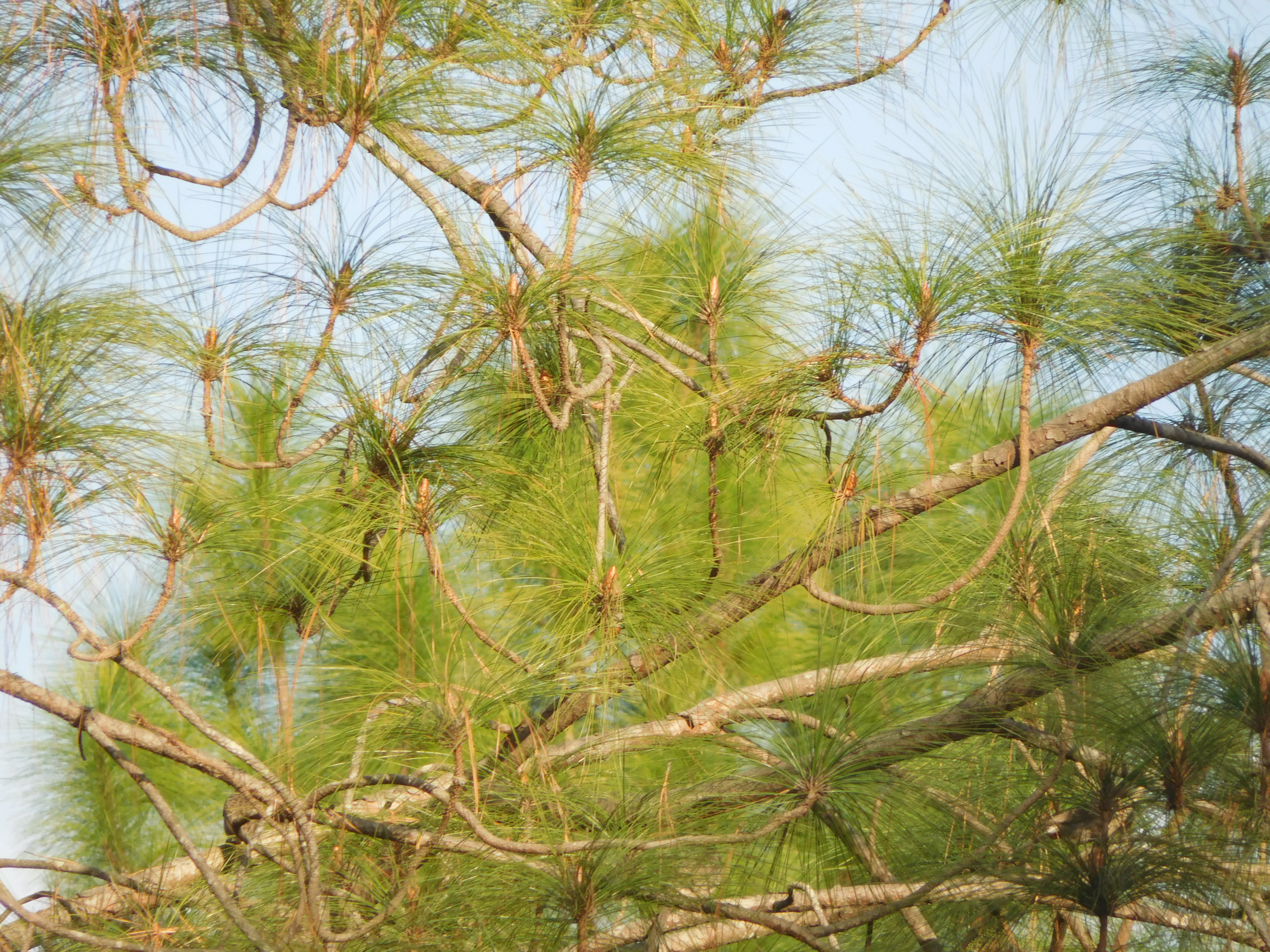
Dlouhé jehlice

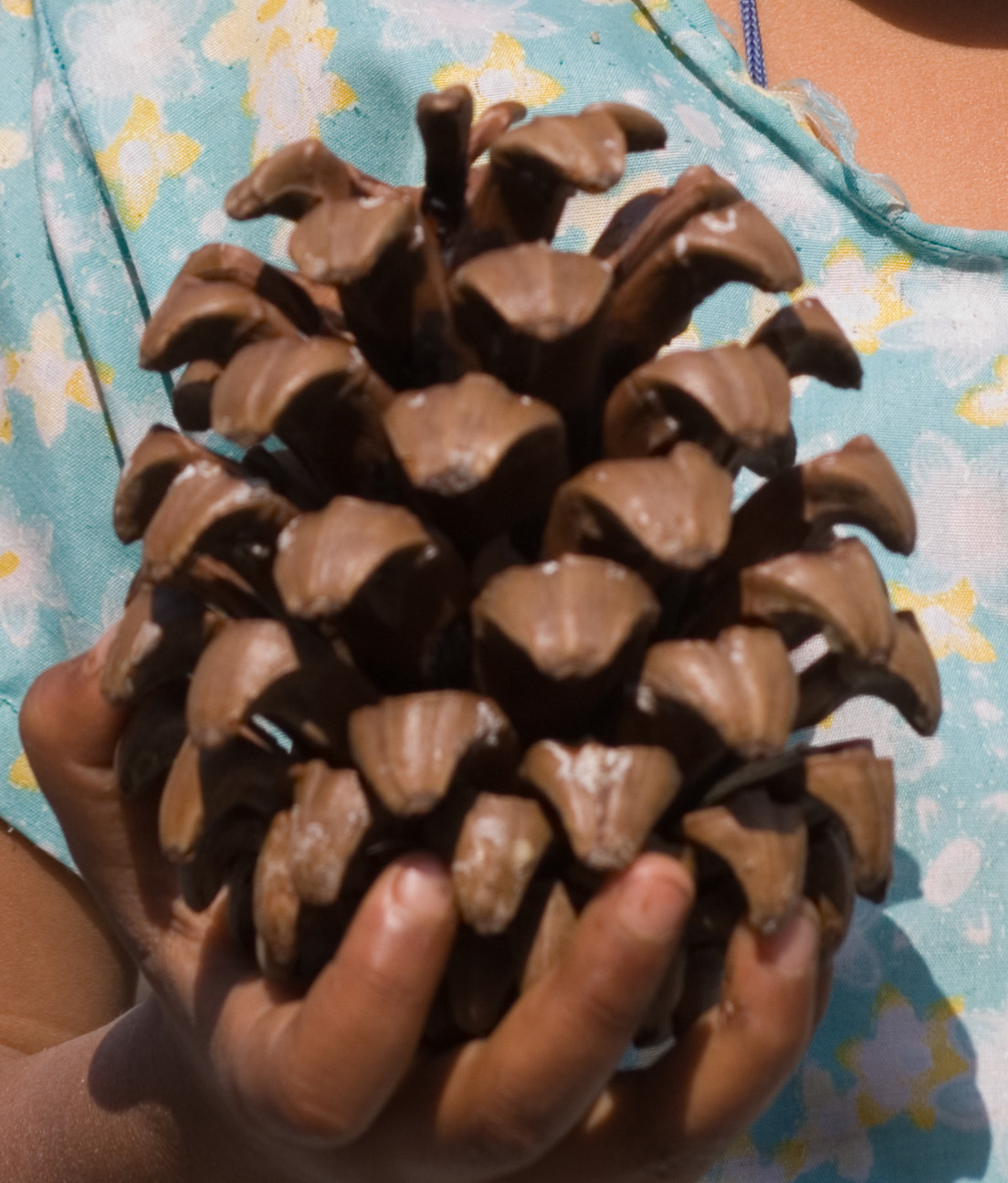
Šiška

Borovice dlouholistá (Pinus roxburghii) je jehličnatý strom dorůstající obvykle do výšky okolo 30 m, který vytváří rozsáhlé porosty v jižním podhůří Himálaje. V lesních porostech své domoviny bývá dominující druh a je využívána pro dřevo a pryskyřici. Mimo původní areál je pouze ojediněle pěstována jako okrasný strom s jehlicemi až tři desítky centimetrů dlouhými, hlavní příčinou je malá odolnost vůči chladu. Její druhové jméno roxburghii připomíná skotského botanika Williama Roxburgha z přelomu 18. a 19. století, zakladatele indické botaniky.

## Rozšíření
Je přirozeně rozšířena na území probíhající ze severního Pákistánu přes indické oblasti západního Himálaje (Džammú a Kašmír, Uttarákhand a Himáčalpradéš), přes Tibet, Nepál, Sikkim a Bhútán až po indické oblasti východního Himálaje (Dárdžiling a Arunáčalpradéš). Jen velmi málo tento druh roste mimo oblastí přiléhající k Himálaji, pouze v jižní Africe je vysazován na lesních plantážích.
Ve vyšších nadmořských výškách se při svém přirozeném výskytu mísívá s cedrem himálajským a borovici himálajskou, z listnatých stromů pak s druhy Quercus incana, Schima wallichii a Rhododendron arboreum. Směrem ke své dolní hranici výskytu se borovice dlouholistá stává v lesích převažujícím druhem.

## Ekologie
Vyskytuje se v horách v nadmořské výšce 500 až 2300 m n. m., v pásu s letními monzunovými dešti mezi 72° až 95° východní zeměpisné délky a 27° až 35° severní zeměpisné šířky. Roste v teplotní zóně klasifikované jako UK 9, kde zimní teploty neklesají pod -7 °C. Na tomto prostoru je běžným druhem a nejrozšířenějším jehličnanem. Vytváří také jednodruhové porosty, nejčastěji na suchých, k požárům náchylných svazích. Dospělé stromy ohni poměrně odolávají a po silném, destruktivním požáru rychle regenerují a působí jako pionýrský druh. Opadané jehličí chemicky i mechanicky blokuje růst travin a proto pod stromy obvykle nebývá mnoho hořlavého materiálu.
Dobře roste v lehké, písčité, hlinité nebo jílovité, dobře odvodněné a často kyselé půdě tvořené pískovci. Upřednostňuje stanoviště s dobrým osluněním a vyžaduje spíše suchou než přemokřenou zeminu, oblast obvyklého výskytu je poznamenána dešťovými srážkami letního monzunu a podstatně sušší zimou. Její porosty sice bývají místy devastované kácením, osekáváním větví, těžbou pryskyřice nebo vypalováním, ale přirozenou cestou se dobře obnovují a proto není IUCN považována za zranitelný či ohrožený druh.

## Popis
Jednodomý, stálezelený, někdy vícekmenný strom dorůstající do výšky okolo 30, výjimečně i 40 m. Kmen o průměru až 1 m mívá červenohnědou, silnou, korkovitou a hluboce rozbrázděnou kůru. Jako následek poranění vytéká z pod kůry z pryskyřičných kanálků sladký klejotok tvořený polysacharidy. Hrubé větve vytvářející poměrně řidší, zaoblenou korunu jsou porostlé hustě nahloučenými svazky jehlic, které jsou světle zelené, obloukovité a ve svazečcích po třech. Jehlice vyrůstají z pochev asi 3 cm velkých, bývají 18 až 33 cm dlouhé, 1,5 mm široké, na průřezu trojhranné a jsou vytrvalé po dva až tři roky, nevýrazné řady průduchů mají po všech třech stranách.
Borovice dlouholistá má na jednom stromě samčí i samičí šištice, je však cizosprašná a ke vzniku klíčivých semen potřebuje pyl přinesený větrem z jiného stromu. Samčí šištice jsou nažloutlé hnědé barvy, velké 1 až 2 cm a vyrůstají v hustých hroznech a po vypylení odpadávají. Samičí šištice na krátkých stopkách rostou jednotlivě nebo až po třech v přeslenu, jsou vejčité, 10 až 20 cm dlouhé, 6 až 10 cm široké, poměrně těžké a šikmo dolů svěšené. Semena bývají asi 1 cm velká a mají kolem 2 cm dlouhé křídlo, dozrávají od října do listopadu následného roku po opylení.

## Význam
Dřevo je středně tvrdé, snadno se opracovává a je poměrně trvanlivé. Je oblíbeno pro výrobu nábytku a různých interiérových doplňku, jako stavební dřevo, používá se na střešní šindele, po impregnaci je vhodné pro železniční pražce a dělá se z něj buničina k výrobě papíru. Kůra má vysoký obsah tříslovin a sloužívá pro barvení kůží. Větve z rostoucích stromů se běžně osekávají na topení v domácnostech.
Všechny borovice mají ve dřevě kanálky s pryskyřicí, borovice dlouholistá však obsahuje pryskyřice velké množství a vyplatí se její získávání. Z kmene se odstraňují v tříletých intervalech části kůry a z ran vytékající pryskyřice se jímá, druhým způsobem je destilace dřeva poražených stromů. Surová pryskyřice se v používala k impregnaci a těsnění lodí a nyní je základní surovinou k destilací pro výrobu terpentýnu i mnoha dalších izolačních produktů a rozpouštědel. Z tuhých zbytků po destilaci se vyrábějí hydroizolační laky, tmely a další výrobky, např. i kalafuna na smyčce či k pájení.
Vydestilovaný terpentýnový olej obsahuje hlavně monoterpeny alfa-pinen a beta-pinen a velmi často se používá v léčitelství. Je antiseptický a diuretický, používá se vnitřně při potížích s ledvinami, zevně při léčbě nemocí kůže či popálenin, inhaluje se při onemocnění sliznice a respiračních chorobách a vtírá se do kůže postižených míst při revmatismu.